# برخ‌هارن
برخ‌هارن (به هلندی: Bergharen) یک منطقهٔ مسکونی در هلند است که در ویخن واقع شده‌است.